# Kashmir Ki Kali
Kashmir Ki Kali to bollywoodzka komedia romantyczna z 1964 roku, której akcja rozgrywa się w Kaszmirze. W rolach głównych Shammi Kapoor, Sharmila Tagore i Pran. Reżyseria – Shakti Samanta (Arudhana, En Evening in Paris).

## Fabuła
Rajeev Lal (Shammi Kapoor), spadkobierca bogatej fortuny po śmierci ojca zbyt lekką ręka rozdaje swoje bogactwo podwładnym. W trosce o zgromadzone dobra matka postanawia go ożenić. Jednak Raju wystraszywszy kandydatki na żonę ucieka od nadopiekuńczej matki do swojego letniego domu w Srinagarze. Tu na jego drodze pojawia się jednak kolejna kobietka – śliczna kwiaciarka Champa (Sharmila Tagore). By nie spłoszyć dziewczyny oczarowany nią Raju przedstawia się jako kierowca rodziny Lal....

## Obsada
- Shammi Kapoor ... Rajeev Lal
- Sharmila Tagore ... Champa
- Pran ... Mohan
- Nasir Hussain ... Dinu
- Dhumal ... Bholaram
- Anoop Kumar ... Chander
- Madan Puri ... Shyamlal
- Padmadevi
- Bir Sakuja ... pułkownik
- Sunder ... Lala
- Mridula Rani ... Karuna
- Tun Tun ... Rama Devi

## Piosenki
1. Diwana Huwa Badal, Yeh Dekhake Dil, – śpiew: Mohammad Rafi i Asha Bhosle
2. Hai dunia usi ki, – Mohammad Rafi
3. Isharon Isharon,- Mohammad Rafi and Asha Bhosle
4. Meri Jaan Balle, – Mohammad Rafi and Asha Bhosle
5. Subhan Allah, – Mohammad Rafi
6. Tarif karun kya uski, – Mohammad Rafi
7. Kisi na kisise Kabhi na kabhi – Mohammad Rafi